# Задушница (филм, 1970)
Задушница е българска телевизионна новела по Елин Пелин от 1970 година. Режисьор е Стефан И. Димитров, а оператор Христо Тотев. Музика Петър Ступел .
Част от телевизионния филм „Весела антология“.

## Актьорски състав
| В главните роли  | Изпълнител   |
| ---------------- | ------------ |
| слепият музикант | Ицхак Финци  |
| Стоилка          | Леда Тасева  |
| Станчо           | Стоян Гъдев  |
| флейтистът       | Симеон Щерев |